# Alexandr (Malinin)
Alexandr (světským jménem: Alexandr Pavlovič Malinin; 26. března 1880, Busajevo – 1929, Višlag) byl ruský duchovní Ruské pravoslavné církve, biskup nolinský a vikář vjatské eparchie.

## Život
Narodil se 26. března 1880 ve vesnici Busajevo Rjazaňské gubernie v rodině psalomščika.
Navštěvoval Rjazaňské duchovní učiliště, a roku 1901 dokončil Rjazaňský duchovní seminář. Stejného roku nastoupil na Kazaňský veterinární institut, ale o rok později studium opustil a vrátil se do Rjazaně, kde se stal učitelem na farní škole.
Roku 1908 nastoupil na Kazaňskou duchovní akademii, kterou dokončil roku 1914.
Během první světové války narukoval do armády a stal se sanitářem. O šest měsíců později byl zajat. Do vlasti si vrátil až roku 1918.
Roku 1924 byl biskupem Gurijem (Stěpanovem) postřižen na monacha a rukopoložen na jeromonacha. Jako monach pobýval v Pokrovském monastýru v Moskvě.
Roku 1927 se postavil proti Deklaraci metropolity Sergia.
V listopadu 1928 bylo rozhodnuto o jeho vysvěcení na biskupa nolinského a vikáře vjatské eparchie. Dne 24. listopadu 1928 byl oficiálně jmenován biskupem. Následující den proběhla v chrámu Vzkříšení Krista v Sokolnikách (Moskva) jeho biskupská chirotonie. Hlavním světitelem byl metropolita Sergij (Stragorodskij), kterému asistovalo 12 biskupů.
V předvečer svého odchodu do eparchie byl z 10. na 11. prosince 1928 zatčen. Byl obviněn z protisovětské propagandy. Důvodem byla jeho řeč při jmenování biskupem, kterou soud použil jako hlavní obvinění.
Dne 11. ledna 1929 byl zasedáním Sjednocené státní politické správy (OGPU) odsouzen na tři roky vězení v pracovním táboře. Po příjezdu do Višlag onemocněl zápalem plic, a o měsíc později zemřel.